# Ivan Milovan
Ivan Milovan (ur. 22 września 1940 w Svetvinčenacie) – chorwacki duchowny katolicki, biskup diecezji porecko-pulskiej w latach 1997–2012.

## Życiorys
Święcenia kapłańskie otrzymał 25 lipca 1964.

## Episkopat
18 listopada 1997 papież Jan Paweł II mianował go biskupem ordynariuszem diecezji Poreč i Pula. Sakry biskupiej udzielił mu kard. Josip Bozanić. 14 czerwca 2012 przeszedł na emeryturę.